# Чжан Чжунцзин
Чжан Чжунцзи́н (кит. трад. 張仲景, упр. 张仲景, пиньинь 	Zhāng Zhōngjǐng, 150—219) — китайский врач и чиновник, живший в период династии Хань, автор нескольких трудов по медицине. Был известен как противник магического целительства.

## Жизнеописание
Родился в уезде Неян округа Наньян (сейчас это территория Дэнчжоу провинции Хэнань). С детства интересовался медициной. В 196 году стал правителем (тайшоу) местности Чанша. Когда в результате одной из эпидемий он потерял почти всю свою семью, Чжан Чжунцзин решил оставить государственную службу и полностью посвятить себя медицине, чтобы найти лекарства от как можно большего количества болезней. В 200—210 годах написал свой главный труд — «Суждения о лихорадочных поражениях холодом и разных [внутренних] болезнях».